# سربال (سرده)
سربال (نام علمی: Pterocephalus) نام یک سرده از تیرهٔ آقطیان است.